# Куаренья
Куаренья (итал. Quaregna) — коммуна в Италии, располагается в регионе Пьемонт, в провинции Бьелла.
Население составляет 1413 человека (2008 г.), плотность населения составляет 259 чел./км². Занимает площадь 5 км². Почтовый индекс — 13854. Телефонный код — 015.
Покровителем коммуны почитается святитель Мартин Турский, празднование 11 ноября.

## Демография
Динамика населения:

## Администрация коммуны
- Официальный сайт: